# همپتنز
همپتنز (به انگلیسی: The Hamptons)

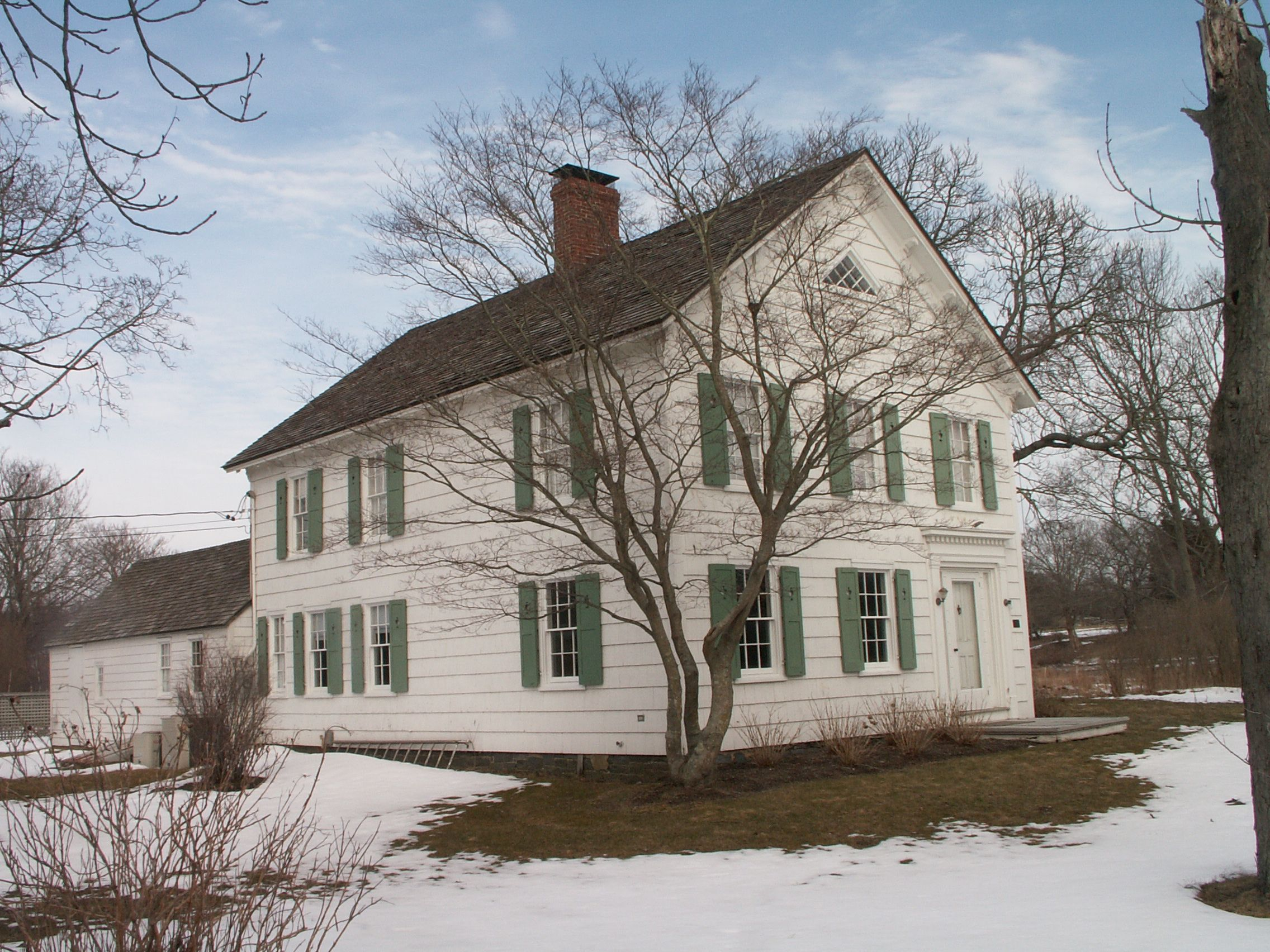
خانه مزرعه شریل در شرق همپتون، ثبت ملی در مکان‌های تاریخی نیویورک - ۲۰۰۹

بخشی از انتهای شرقی لانگ آیلند، متشکل از گروهی از روستاها و آبادی‌ها در شهرهای ساوت‌همپتون و ایست همپتون است که با هم شاخه جنوبی لانگ آیلند در شهرستان سافک، نیویورک را تشکیل می‌دهند. همپتنز یک تفریگاه دریاکنار محبوب و به‌طور تاریخی از مقاصد محبوب تابستانی در شمال‌شرقی ایالات متحده آمریکا است. شاخه مانتاک راه‌آهن لانگ آیلند، بزرگراه مانتاک و سرویس‌های اتوبوس خصوصی همپتنز را به بقیه لانگ آیلند و نیویورک سیتی مرتبط می‌کنند و قایق‌های مسافری ارتباطاتی را با جزیره شلتر، نیویورک و کنتیکت فراهم می‌آورند.